# Iris Jharap
Iris Jharap (Paramaribo, 1 mei 1970) is een Nederlands cricketspeler van Surinaamse afkomst. Ze speelde in het Nederlandse vrouwenelftal tijdens de Wereldkampioenschap cricket.

## Biografie
Iris Jharap werd geboren in Paramaribo, Suriname, en vertrok op jonge leeftijd naar Nederland. Ze speelde cricket bij de clubs De Kieviten, Groen-Greel, Klein Zwitserland de Krekels Combinatie (KZKC) en H.V. & C.V. Quick.
In maart 1999 maakt ze haar debuut voor Nederland op het One Day International (ODI) voor dames. Ze maakte die tegen de nationale ploeg van Sri Lanka.
Het jaar erop speelde ze voor het Nederlandse damesteam tijdens het Wereldkampioenschap cricket in Nieuw-Zeeland. Ze speelde in vier van de zeven wedstrijden waarbij het Nederlandse team puntloos bleef.
Jharaps resterende wedstrijden voor Nederland waren in een zeven-ODI-serie tegen Pakistan in het seizoen 2000-2001. Ze speelde in alle wedstrijden, behalve de vierde, en pakte vier wickets tegen een gemiddelde van 26 uur.